# Pogromo de Varsovia (1881)
El pogromo de Varsovia tuvo lugar en la Varsovia de la Polonia rusa, del 25 al 27 de diciembre de 1881, entonces parte del Imperio ruso, que resultó en dos muertos y 24 heridos.

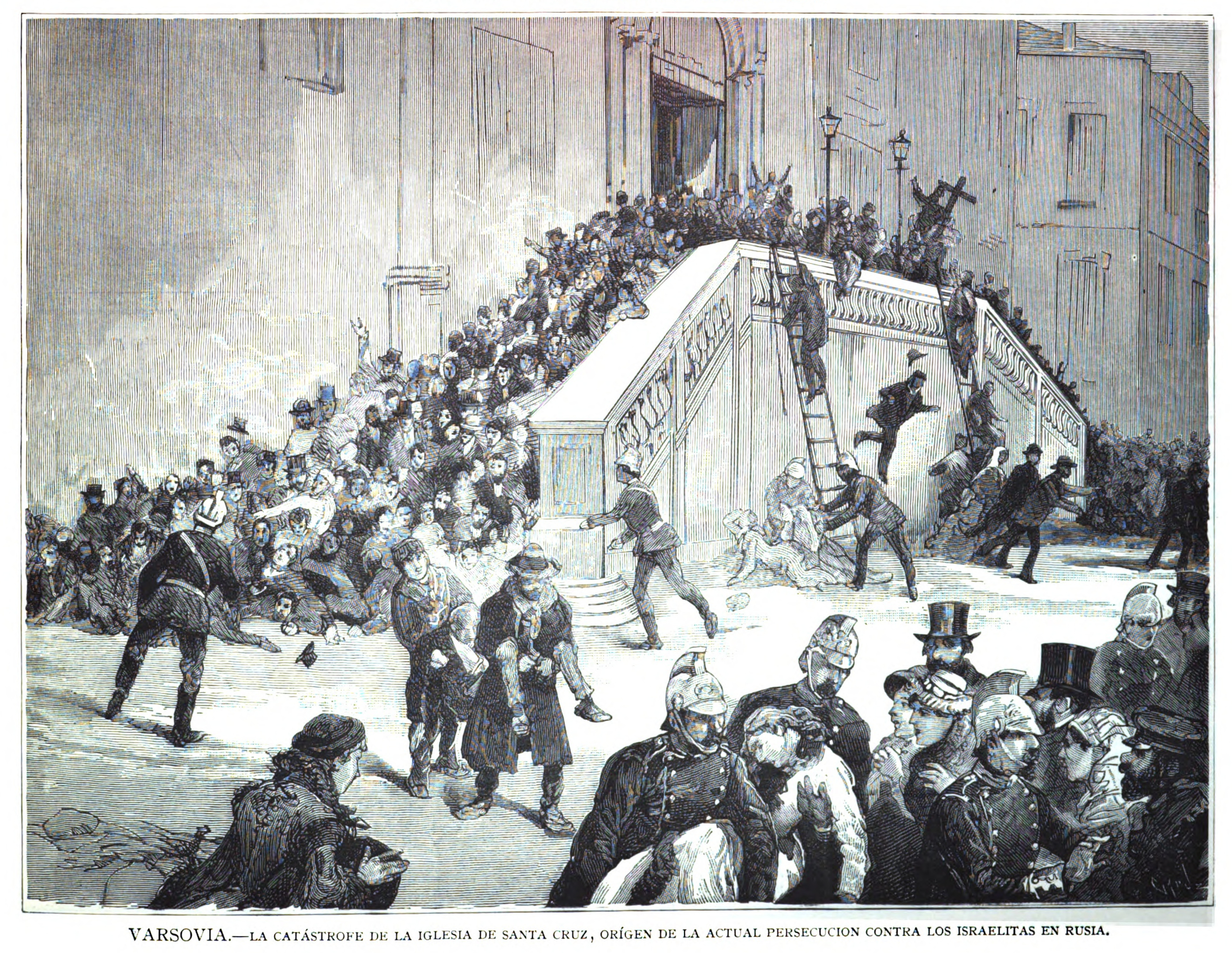
Estampida a la salida de la iglesia de Santa Cruz en Varsovia el 25 de diciembre de 1881, origen del pogromo.

Simon Dubnow, un historiador judío-ruso contemporáneo, da los siguientes detalles de este evento: el 25 de diciembre de 1881, el pánico provocado por una falsa advertencia de incendio en la Iglesia de la Santa Cruz que se encontraba llena de gente resultó en una estampida que provocó la muerte de veintinueve personas. Se creía que la falsa alarma la dieron los carteristas, quienes usaron el ardid para poder robar a la gente durante el pánico. Una multitud se congregó en el lugar del hecho y unos desconocidos empezaron a correr el rumor, que posteriormente resultó ser infundado, que dos carteristas judíos habían sido atrapados en la iglesia.
La turba comenzó a atacar a judíos, tiendas, negocios y residencias judías en las calles contiguas a la Iglesia de la Santa Cruz. Los disturbios en Varsovia continuaron durante tres días, hasta que las autoridades rusas (que controlaban tanto a la policía como al ejército en la ciudad) intervinieron y arrestaron a 2.600 personas. Durante el pogromo de Varsovia murieron dos personas  y otras 24 resultaron heridas. El pogromo también dejó a unas mil familias judías devastadas económicamente. En los meses posteriores unos mil judíos de Varsovia emigraron a los Estados Unidos. El pogromo empeoró las relaciones polaco-judías y fue criticado por miembros de la élite polaca como los escritores Eliza Orzeszkowa, Boleslaw Prus y varios otros activistas notables.
Los historiadores Simon Dubnow, Yitzhak Gruenbaum, Frank Golczewski y Magdalena Micinska han argumentado que el pogromo podría haber sido instigado por las autoridades rusas, tratando de abrir una brecha entre judíos y polacos o mostrar que los pogromos, cada vez más comunes en el Imperio Ruso después del asesinato del zar Alejandro II en 1881 (en ese período ocurrieron más de 200 eventos antijudíos, en particular los pogromos de Kiev y Odessa), no fueron un fenómeno exclusivo de Rusia. Sin embargo, el historiador Michael Ochs no estuvo de acuerdo con esta explicación, citando evidencia insuficiente. Ochs llama a esas explicaciones teorías de conspiración, argumentando que no explican habrían ganado las autoridades rusas habrían instigando los pogromos. Señala que el período de 1863 a 1881 fue testigo del aumento del antisemitismo en Polonia, con la creciente desilusión entre los polacos ante la idea de la asimilación de los judíos, y por lo tanto había menos necesidad de que las autoridades rusas orquestaran un pogromo, el cual podría haber sido espontáneo.